# La bella Nani
La bella Nani, noto anche come ritratto di nobildonna veneziana, è un dipinto raffigurante una ricca ragazza veneziana appartenente al ceto nobiliare, realizzato da Paolo Veronese intorno al 1560 circa e attualmente conservato al Museo del Louvre.

## Descrizione
La ragazza, dipinta a mezzo busto, indossa abiti che rappresentano la moda della Venezia dell'epoca, in particolare l'ampia scollatura ed i ricchi ornamenti. L'atteggiamento riservato e l'anello alla mano sinistra stanno ad indicare che si tratta di una donna sposata, la cui identità resta tuttavia ignota. Il nome di Nani è quello della famiglia che un tempo era presumibilmente proprietaria del quadro, e una leggenda vuole che il soggetto facesse parte proprio di quella famiglia. L'opera è considerata come uno dei ritratti femminili più belli del XVI secolo.
Veronese ha realizzato pochi ritratti di soggetti femminili: se ne conoscono, infatti, soltanto sei.